# Amakihi
De amakihi (Chlorodrepanis virens; synoniem: Hemignathus virens) is een zangvogel uit de familie Fringillidae (vinkachtigen).

## Verspreiding en leefgebied
Deze soort is endemisch op Hawaï en telt 2 ondersoorten:
- C. v. wilsoni: Molokai, Lanai en Maui.
- C. v. virens: Hawaï.